# Biathlon-Weltmeisterschaften 1984
Die 1. Biathlon-Weltmeisterschaften der Frauen fanden 1984 in Chamonix in Frankreich statt. Im selben Jahre wurden die Olympischen Winterspiele in Sarajevo ausgetragen, bei denen wie zuvor nur die Männerwettbewerbe auf dem Programm standen, weshalb in diesem Jahr bei den Männern wie üblich keine Weltmeister ermittelt wurden.
Das öffentliche Interesse am Frauenbiathlon war zu dieser Zeit noch sehr gering. So wurden Biathlonwettbewerbe für Frauen erst bei den übernächsten Olympischen Spielen 1992 in Albertville ins olympische Programm aufgenommen.
Bei diesen Weltmeisterschaften konnte die sowjetische Biathletin Wenera Tschernyschowa sowohl das Einzel- als auch das Sprintrennen für sich entscheiden. Darüber hinaus war sie mit der sowjetischen Staffel erfolgreich und wurde mit drei Goldmedaillen zur erfolgreichsten Athletin. Im Sprintrennen gewann die Österreicherin Andrea Grossegger mit Bronze die erste Weltmeisterschaftsmedaille einer österreichischen Biathletin. Deutsche Athletinnen waren hier nicht am Start.

## Ergebnisse

### Sprint 5 km
| Platz | Sportler              | Zeit/Rückstand | Schießfehler |
| ----- | --------------------- | -------------- | ------------ |
| 01    | Wenera Tschernyschowa | 23:00,1 min    | 3 (1+2)      |
| 02    | Sanna Grønlid         | +34,9 s00      | 1 (0+1)      |
| 03    | Andrea Grossegger     | +39,4 s00      | 2 (0+2)      |
| 04    | Ludmilla Sabolotnjana | +1:05,9 min    | 3 (0+3)      |
| 05    | Gry Østvik            | +1:15,6 min    | 2 (1+1)      |
| 06    | Siv Bråten            | +1:28,1 min    | 0 (0+0)      |
| 07    | Kaija Parve           | +1:30,0 min    | 5 (3+2)      |
| 08    | Mette Mestad          | +1:30,8 min    | 2 (1+1)      |
| 09    | Tatjana Brylina       | +1:43,7 min    | 4 (1+3)      |
| 10    | Lise Meloche          | +2:46,6 min    | 3 (2+1)      |
| …     |                       |                |              |

Datum: 3. März

### Einzel 10 km
| Platz/ | Sportler              | Zeit/Rückstand | Schießfehler |
| ------ | --------------------- | -------------- | ------------ |
| 01     | Wenera Tschernyschowa | 44:21,7 min    | 4 (2+2+0+0)  |
| 02     | Ludmilla Sabolotnjana | +9,2 s00       | 3 (0+2+1+0)  |
| 03     | Tatjana Brylina       | +28,3 s00      | 4 (2+1+1+0)  |
| 04     | Kaija Parve           | +30,6 s00      | 4 (0+3+1+0)  |
| 05     | Kari Swenson          | +1:27,9 min    | 1 (0+1+0+0)  |
| 06     | Siv Bråten            | +1:28,4 min    | 2 (0+2+0+0)  |
| 07     | Sanna Grønlid         | +2:26,9 min    | 4 (1+2+1+0)  |
| 08     | Christine Claude      | +2:45,8 min    | 9 (3+4+2+0)  |
| 09     | Anna-Lena Fritzon     | +3:00,7 min    | 5 (1+4+0+0)  |
| 10     | Anette Bouvin         | +3:10,8 min    | 6 (3+1+2+0)  |
|        |                       |                |              |
| 20     | Andrea Grossegger     | +4:53,2 min    | 6 (1+2+3+0)  |
| …      |                       |                |              |

Datum: 29. Februar

### Staffel 3 × 5 km
| Platz | Land/Sportlerinnen                                                              | Zeit/Rückstand | Schießfehler |
| ----- | ------------------------------------------------------------------------------- | -------------- | ------------ |
| 1     | Sowjetunion 0000Ludmilla Sabolotnjana 0000Kaija Parve 0000Wenera Tschernyschowa | 1:03:26,0 h00  | 09           |
| 2     | Norwegen 0000Gry Østvik 0000Siv Bråten 0000Sanna Grønlid                        | +2:56,0 min    | 10           |
| 3     | USA 0000Julie Newman 0000Kari Swenson 0000Holly Beaty                           | +3:44,6 min    | 08           |
| 4     | Finnland 0000Aino Kallunki 0000Tuula Ylinen 0000Aila Flyktman                   | +3:44,9 min    | 08           |

Datum: 4. März

## Medaillen
| Platz | Land               | Gold | Silber | Bronze | Gesamt |
| ----- | ------------------ | ---- | ------ | ------ | ------ |
| 1     | Sowjetunion        | 3    | 1      | 1      | 5      |
| 2     | Norwegen           | 0    | 2      | 0      | 2      |
| 3     | Österreich         | 0    | 0      | 1      | 1      |
| 3     | Vereinigte Staaten | 0    | 0      | 1      | 1      |

| Platz | Sportlerin            | Gold | Silber | Bronze | Gesamt |
| ----- | --------------------- | ---- | ------ | ------ | ------ |
| 1     | Wenera Tschernyschowa | 3    | 0      | 0      | 3      |
| 2     | Ludmilla Sabolotnjana | 1    | 1      | 0      | 2      |
| 3     | Kaija Parve           | 1    | 0      | 0      | 1      |
| 4     | Sanna Grønlid         | 0    | 2      | 0      | 2      |
| 5     | Gry Østvik            | 0    | 1      | 0      | 1      |
| 5     | Siv Bråten            | 0    | 1      | 0      | 1      |
| 7     | Tatjana Brylina       | 0    | 0      | 1      | 1      |
| 7     | Andrea Grossegger     | 0    | 0      | 1      | 1      |
| 7     | Julie Newman          | 0    | 0      | 1      | 1      |
| 7     | Kari Swenson          | 0    | 0      | 1      | 1      |
| 7     | Holly Beaty           | 0    | 0      | 1      | 1      |